# U. S. News & World Report
U.S. News & World Report (дос. ’САД вести и Светски извештај’) је америчка медијска компанија која извештава о вестима, саветима, рангирању универзитета и анализама. Компанија је основана 1948. као спајање домаће недељних новина U.S. News и међународног недељног магазина World Report. Године 1995. компанија је оснивала њен вебсајт usnews.com и 2010. је престала да штампа свој недељник, објављујући само своја рангирана издања у штампи.